# Zao Jun
Zao Jun (灶君, pinyin Zào Jūn) lub Zao Shen (灶神, pinyin Zào Shén) – jedno z najpopularniejszych bóstw w mitologii chińskiej, czczony jako bóg pieca. Ukazywany jest jako szlachetny i miłego usposobienia człowiek otoczony dziećmi.
Jest to jedno z najmłodszych chińskich bóstw, informacje o nim pojawiają się dopiero w XII wieku. Zdaniem części badaczy kult Zao Juna jest wynikiem ludyzacji kultu boga ognia, Shennonga. Według popularnej ludowej opowieści pierwotnie nazywał się Zhang i był śmiertelnym człowiekiem. Miał cnotliwą żonę, którą jednak porzucił na rzecz pięknej sąsiadki. Niebiosa ukarały go za ten czyn, zsyłając na niego rozmaite nieszczęścia. Stracił cały majątek, porzuciła go nowa żona, na koniec stracił wzrok i musiał żyć z żebrania. Pewnego dnia przybłąkał się do domu swojej pierwszej żony. Ta zaprosiła go do środka i poczęstowała strawą. Zhanga zaczął wówczas wspominać swoją młodość i szczęśliwe życie u boku pierwszej żony. Słysząc to, kazała mu ona otworzyć oczy. Po tych słowach Zhang nagle odzyskał wzrok. Gdy ujrzał, że obok niego siedzi jego żona, ze wstydu skoczył do pieca. Żona próbowała go uratować z ognia chwytając go za nogę, Zhang jednak spłonął już w piecu, a żonie pozostała tylko jego noga. Odtąd w Chinach pogrzebacz nazywany jest potocznie nogą pana Zhanga. Po śmierci Zhanga żona ustawiła nad piecem tabliczkę pamiątkową i składała mężowi ofiarę.
W Chinach każde domostwo ma swojego własnego boga pieca, który opiekuje się domem i dba o pomyślność domowników. Prowadzi on także księgę, w której zapisuje wszystkie dobre i złe uczynki członków rodziny, a przed Nowym Rokiem udaje się do nieba i składa z nich raport przed Nefrytowym Cesarzem. W dniu, gdy Zao Jun ma udać się do nieba, w domu urządzana jest suta wieczerza złożona ze słodkich dań, a usta posążku boga kuchni smaruje się miodem. Po czterech lub siedmiu dniach Zao Jun powraca do domu. Wita się go wówczas fajerwerkami i nakleja nad piecem jego nowy wizerunek.